# Oehna
Oehna (hornolužickosrbsky Wownjow) je místní část velkého okresního města Budyšín v Horní Lužici v německé spolkové zemi Sasko. Nachází se v zemském okrese Budyšín a má 65 obyvatel.

## Geografie
Oehna se nachází severně od centra města Budyšín na řece Sprévě a na břehu Budyšínské vodní nádrže. Nejvyšším bodem vsi je Hirschberg (201 m). Jižní částí katastrálního území prochází dálnice A4.

## Historie
První písemná zmínka pochází z roku 1245, kdy je zmiňován jistý Rainoldus de Eunowe et Cunemundus. Již v této době byla Oehna panským sídlem. Do té doby samostatná obec byla roku 1936 připojena k obci Burk, která je od roku 1973 součástí města Budyšín. V letech 1972 až 1973 část vsi zanikla vlivem výstavby Budyšínské vodní nádrže. Od roku 2020 je Oehna vedena jako samostatná místní část.

## Osobnosti
- Jan Awgust Kapler (1851–1937), lužickosrbský učitel a básník
- Wójćech Kóčka (1911–1965), lužickosrbský archeolog a univerzitní profesor v Polsku

## Obyvatelstvo
Vesnice náleží k lužickosrbské oblasti osídlení.